# Grüner
Grüner. Der findes flere familier af dette navn, mellem hvilke der ikke synes påviselig forbindelse.
Den såkaldte ældre norske slægt Grüner udspringer fra møntmester i København, senere i Christiania Peter Grüner (Grøner) (d. 1650), der menes indvandret fra Tyskland. Hans søn og efterfølger Friedrich Grüner (d. 1674) til Nedre Foss var fader til provst, sognepræst i Hedrum Frederik Grüner (1665-1741) — af hvis efterkommere den danske gren er uddød, medens den norske endnu blomstrer — og til etatsråd, envoyé i Stockholm Johan Diderik Grüner (1661-1712), der 1693 blev adlet. Han var fader til diplomat, general Gustav Grüner (1688-1763) til Margård, med hvem adelsslægten uddøde, og — illegitimt — til Johan Grüner, der blev adlet i Sverige, og hvis slægt levede der til omkring 1870.
Den yngre norske slægt tilhører på spindesiden den omtalte slægt. Den føres tilbage til slotsskriver og borgmester i København Knud Pedersen Skriver (d. 1569), der stammede fra Svendborg, og hvis sønnesøns søn, provst, sognepræst i Nannestad Jens Mogensen (1641-1721) ægtede en datter af ovennævnte møntmester Friedrich Grüner (d. 1674). Slægten lever endnu i Norge.
Den ældre danske slægt stammer fra sognepræst i Højby Elias Grüner (1690-1750), der muligvis er søn af en i Randers forekommende Christian Christopher Grüner. Elias Grüners sønnesøn Pastor Elias Grüner (1754-1818) var fader til justitsråd, prokurator Thomas Ludvig Grüner (1782-1844) til Rønnebæksholm, til sognepræst i Løsning Frederik Vilhelm Grüner (1785-1852) — hvis søn var højesteretssagfører Frederik Vilhelm Grüner (1844-1930) — og til generalkrigskommissær Gustav Grüner (1791-1869) til Kærup, hvis søn, kammerherre, hofjægermester Johan Georg Røebye Grüner (1817-1890) til Ravnstrup mm. var fader til hofjægermester Gustav Gunnar Georg Garth-Grüner (1868-1937).
Den yngre danske slægt føres tilbage til musketer Johan Friedrich Christopher Grunert
(ca. 1764-1812), hvis søn, oberst Frederik Herman Grüner (1802-1869) var fader til højesteretsassessor Axel Peter Grüner (1843-1918) og til generalmajor Theodor Sophus Grüner (1844-1927).
Endelig må nævnes en fra Norge kommende slægt, hvis stamfader, kræmmer Erik Grundsæt var fader til oberstløjtnant Frederik Grüner (1762—1821). Blandt dennes børn var stifteren af Grüners Handelsakademi, kommerceråd Haldur Ragnvald Grüner (1818-1858) og justitsråd, borgmester i Husum Hakon Harald Grüner (1815-1900), hvis datter Mathilde Margrethe Agathe Grüner (1861—1934) i sit ægteskab med rådstuearkivar Oluf Nielsen (1838-1896) var moder til folklorist Hakon Grüner-Nielsen (1881-1953).